# Frank Yates
Frank Yates (Mánchester, 12 de mayo de 1902 - Harpenden, 17 de junio de 1994) fue un estadístico inglés.
Yates fue el mayor de cinco hermanos y el único varón. Sus padres fueron Edith y Percy Yates, un vendedor de semillas. Fue alumno de  Wadham House, una escuela privada, antes de obtener una beca para Clifton College en 1916. Cuatro años después consiguió una beca en St John's College en la Universidad de Cambridge y se graduó cuatro años más tarde con honores.
Enseñó matemáticas a estudiantes de secundaria durante dos años antes de viajar a África para convertirse en el asesor matemático del Gold Coast Survey. Debido a su mala salud, regresó a Inglaterra y se casó con Margaret Forsythe Marsden, química de profesión. Tras divorciarse en 1933 se casó con Pauline Penn. Tras su muerte en 1976 se casó con Ruth Hunt, su secretaria ..
En 1931 Yates consiguió trabajo como estadístico auxiliar en la Estación Experimental de Rothamsted a través de Ronald Fisher. En 1933 se convirtió en el jefe del departamento estadístico tras la partida de Fisher. En Rothamsted trabajó en diseño experimental, realizó contribuciones a la teoría del análisis de la varianza y concibió su algoritmo para los diseños por bloques equilibrados incompletos. 
En 1938 se resumió la Baraja Fisher–Yates con Fisher en su libro Statistical tables for biological, agricultural and medical research (Tablas estadísticas para la investigación biológica, agrícola y médica). Su descripción del algoritmo usaba lápiz y papel; una tabla de números aleatorios aportaba lo aleaorio.
Durante la Segunda Guerra Mundial trabajó en la disciplina que más tarde recibiría el nombre de investigación operativa.
Tras la guerra trabajó en la teoría del diseño y análisis de encuestas. Se entusiasmó con los ordenadores y en 1954 consiguió un Elliott 401 para Rothamsted, contribuyendo a partir de entonces a la incipiente computación estadística. 
Recibió la Medalla Guy de oro de la Royal Statistical Society y en 1966 le fue otorgada la Royal Medal de la Royal Society. 
Tras retirarse de Rothamsted se convirtió en investigador en el Imperial College de Londres.

## Algunas publicaciones
- The design and analysis of factorial experiments, Technical Communication no. 35 of the Commonwealth Bureau of Soils (1937)
- Statistical tables for biological, agricultural and medical research (1938, junto con R.A. Fisher) sixth edition
- Sampling methods for censuses and surveys (1949)
- Programas de ordenador GENFAC, RGSP y Fitquan